# Copa de la Lliga portuguesa de futbol
La Copa de la Lliga portuguesa de futbol, en portuguès Taça da Liga, oficialment per motius de patrocini coneguda com a Copa Carlsberg és una competició futbolística organitzada per la Lliga de Futbol Professional portuguesa iniciada la temporada 2007/08.
Fou proposada pel Sporting Clube de Portugal i el Boavista FC el 2006 i aprovada per unanimitat per la resta de clubs portuguesos professionals en una reunió feta a Porto el 28 de novembre de 2006. Tots els clubs de les dues categories professionals portugueses, la primera divisió i la Liga de Honra, participen en la competició.

## Historial
| Temporada | Vencedor      | Marcador      | Finalista         | Data      | Seu                                  |
| --------- | ------------- | ------------- | ----------------- | --------- | ------------------------------------ |
| 2007-08   | Vitória FC    | 0 - 0 (3-2 p) | Sporting CP       | 22.3.2008 | Estádio do Algarve, Faro             |
| 2008-09   | Benfica       | 1 - 1 (3-2 p) | Sporting CP       | 21.3.2009 | Estádio do Algarve, Faro             |
| 2009-10   | Benfica       | 3 - 0         | FC Porto          | 21.3.2010 | Estádio do Algarve, Faro             |
| 2010-11   | Benfica       | 2 - 1         | Paços de Ferreira | 23.4.2011 | Estádio Cidade de Coimbra, Coïmbra   |
| 2011-12   | Benfica       | 2 - 1         | Gil Vicente       | 14.4.2012 | Estádio Cidade de Coimbra, Coïmbra   |
| 2012-13   | SC Braga      | 1 - 0         | FC Porto          | 13.4.2013 | Estádio Cidade de Coimbra, Coïmbra   |
| 2013-14   | Benfica       | 2 - 1         | Rio Ave FC        | 7.5.2014  | Estádio Dr. Magalhães Pessoa, Leiria |
| 2014-15   | Benfica       | 2 - 1         | CS Marítimo       | 29.5.2015 | Estádio Cidade de Coimbra, Coïmbra   |
| 2015-16   | Benfica       | 6 - 2         | CS Marítimo       | 20.5.2016 | Estádio Cidade de Coimbra, Coïmbra   |
| 2016-17   | Moreirense FC | 1 - 0         | SC Braga          | 29.1.2017 | Estádio Algarve, Faro/Loulé          |
| 2017-18   | Sporting CP   | 1 - 1 (5-4 p) | Vitória FC        | 27.1.2018 | Estádio Municipal de Braga, Braga    |
| 2018-19   | Sporting CP   | 1 - 1 (3-1 p) | FC Porto          | 26.1.2019 | Estádio Municipal de Braga, Braga    |
| 2019-20   | SC Braga      | 1 - 0         | FC Porto          | 25.1.2020 | Estádio Municipal de Braga, Braga    |
| 2020-21   | Sporting CP   | 1 - 0         | SC Braga          | 23.1.2021 | Estádio Dr. Magalhães Pessoa, Leiria |
| 2021-22   | Sporting CP   | 2 - 1         | Benfica           | 29.1.2022 | Estádio Dr. Magalhães Pessoa, Leiria |
| 2022-23   | FC Porto      | 2 - 0         | Sporting CP       | 28.1.2023 | Estádio Dr. Magalhães Pessoa, Leiria |
| 2023-24   | SC Braga      | 1 - 1 (5-4 p) | GD Estoril        | 27.1.2024 | Estádio Dr. Magalhães Pessoa, Leiria |
| 2024-25   | Benfica       | 1 - 1 (7-6 p) | Sporting CP       | 11.1.2025 | Estádio Dr. Magalhães Pessoa, Leiria |

## Palmarès
| Club              | Títols | Subtítols | Anys campió                                    | Anys subcampió         |
| ----------------- | ------ | --------- | ---------------------------------------------- | ---------------------- |
| Benfica           | 8      | 1         | 2009, 2010, 2011, 2012, 2014, 2015, 2016, 2025 | 2022                   |
| Sporting CP       | 4      | 4         | 2018, 2019, 2021, 2022                         | 2008, 2009, 2023, 2025 |
| SC Braga          | 3      | 2         | 2013, 2020, 2024                               | 2017, 2021             |
| FC Porto          | 1      | 4         | 2023                                           | 2010, 2013, 2019, 2020 |
| Vitória FC        | 1      | 1         | 2008                                           | 2018                   |
| Moreirense FC     | 1      | -         | 2017                                           | -                      |
| CS Marítimo       | -      | 2         | ---                                            | 2015, 2016             |
| Paços de Ferreira | -      | 1         | ---                                            | 2011                   |
| Gil Vicente       | -      | 1         | ---                                            | 2012                   |
| Rio Ave FC        | -      | 1         | ---                                            | 2014                   |
| GD Estoril        | -      | 1         | ---                                            | 2024                   |